# ليوناردو روميرو
ليوناردو روميرو (بالإسبانية: Leonardo Romero)‏ هو لاعب كرة قدم أرجنتيني، ولد في 12 أغسطس 1980 في زاراتي، بوينس آيرس في الأرجنتين. لعب مع Deportivo Merlo ‏.

## وصلات خارجية
- ليوناردو روميرو على موقع قاعدة بيانات كرة القدم.إي يو (الإنجليزية)
- ليوناردو روميرو على موقع Soccerway.com (الإنجليزية)